# آلمان در سال ۱۹۴۵
این رویدادها در سال ۱۹۴۵ در آلمان به وقوع پیوسته است. حوادث بسیار زیادی در این سال به وقوع پیوست که از جملهٔ آن‌ها می‌توان به تغییر نقشه جغرافیایی آلمان اشاره کرد.

## متصدیان

### در سطح ملی
رئیس دولت:
- آدولف هیتلر (حزب ناسیونال سوسیالیست کارگران) تا ۳۰ آوریل، پس از آن کارل دونیتس (رئیس‌جمهور) (ناسیونال سوسیالیست کارگران) تا ۲۳ مه

صدراعظم
- آدولف هیتلر (حزب ناسیونال سوسیالیست کارگران) تا ۳۰ مارس سپس یوزف گوبلس (حزب ناسیونال سوسیالیست کارگران) تا ۱ مارس پس از ۲ مارس لوتس گراف شورین فن کروسیک (وزیر) (مستقل) تا ۲۳ مارس

## حوادث

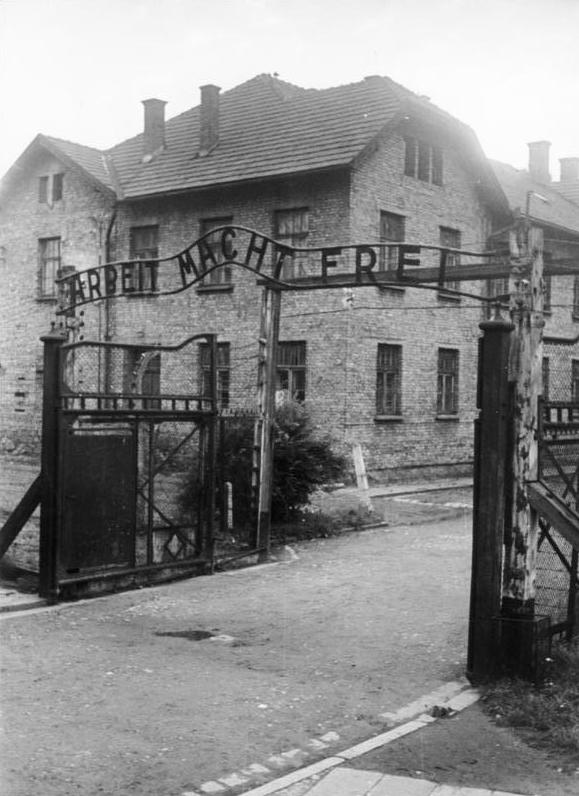
۲۷ ژانویه: اتحاد جماهیر شوروی، اردوگاه آشویتس را آزاد کرد.

## ژانویه
- ژانویه — عبور نیروهای آمریکایی از خط زیگفرید به بلژیک
- ۶ ژانویه - آزادی بیش از ۸۰٬۰۰۰ یهودی اسیر نازی‌ها در بوداپست، مجارستان، توسط سربازان شوروی
- ۱۲ ژانویه — جنگ جهانی دوم: ارتش سرخ در نتیجه عملیات ویستولا-اودر به جبهه آلمان هجوم برد و در جبهه‌های شرق اروپا با نازی‌ها درگیر شد.
- ۱۴ ژانویه - نیروهای شوروی به آلمان شرقی حمله کردند.
- ۱۸ ژانویه - ۶۶٬۰۰۰ زندانی یهودی از آشویتس توسط نازی‌ها تخلیه شدند.
- ۲۰ ژانویه — جنگ جهانی دوم: اشغال ورشو توسط اتحاد جماهیر شوروی
- ۲۰ ژانویه — هولوکاست: تخلیه اردوگاه آشویتس آغاز شد.
- ۲۷ ژانویه — هولوکاست:آزاد کردن زندانیان اردوگاه‌های مرگ آشویتس و بیرکناو توسط ارتش سرخ
- ۳۰ ژانویه — غرق شدن کشتی ویلیام گوستلوف توسط سه اژدر زیردریایی اس-۱۳ شوروی با بیش از ۱۰٬۰۰۰ مسافر که بیشتر آن‌ها غیرنظامیان آلمانی بودند.

## فوریه
- ۳ فوریه - جنگ جهانی دوم: بمباران شهر برلین توسط یک هزار بمب افکن و نزدیک به ۶۰۰ جنگنده اسکورت در روز روشن توسط نیروی هوایی ارتش آمریکا.
- ۸ مارس - جنگ جهانی دوم:جبهه متشکل از انگلیس و کانادا شامل ۵۰٬۰۰۰ سربازان با ۵۰۰ تانک و ۱٬۰۳۴ اسلحه وارد ریچسوالد و جنوب شرقی نیمیخن شدند.[۱]
- ۹ فوریه — جنگ جهانی دوم: "جمعه سیاه": حملهٔ ناموفق جنگنده‌های بیوفایتر به زیردریایی z33 آلمان و به وجود آمدن تلفات سنگین.
- ۱۰ فوریه — جنگ جهانی دوم: جنگ جهانی دوم: غرق شدن کشتی اس اس فون اشتبان توسط زیر دریایی S-13 شوروی.
- ۱۲ فوریه - جنگ جهانی دوم: جبهه بریتانیا - کانادا در کلوه در آلمان غربی.
- ۱۳ فوریه — جنگ جهانی دوم: اتحاد جماهیر شوروی تصرف بوداپست از نازی‌ها.
- ۱۳ فوریه — جنگ جهانی دوم: نیروی هوایی سلطنتی و نیروهای هوایی ایالات متحده شهر درسدن، آلمان را به مدت سه روز بمباران کردند. در این بمباران بیش از ۳٬۹۰۰ تن از بمب‌های انفجاری و آتش زا بر سر شهر ریخته شد. در نتیجه آن پانزده مایل مربع (۳۹ کیلومتر مربع) از شهر ازبین رفت و حدود ۲۲٬۰۰۰ تا ۲۵۰۰۰ نفر کشته شدند.
- ۱۴ فوریه - جنگ جهانی دوم: جبهه کانادا بریتانیا به راین رسید.
- ۲۱ فوریه — آخرین موشک وی-۲ پینه‌موند.

## مارس
- مارس — آنه فرانک، در اردوگاه کار اجباری برگن-بلزن، در نیدرزاکسن، آلمان، بر اثر بیماری تیفوس می‌میرد. خواهر او، مارگوت، مدت کوتاهی قبل از مرگ او، مرده بود.
- ۲ مارس — Bachem Ba 349 Natter راه اندازی شده‌است.
- ۳ مارس — جنگ جهانی دوم:انفجار آزمایشی اتمی در منطقه تست نظامی اردورف نازی‌ها رخ داد.
- ۳ مارس - جنگ جهانی دوم: یگان‌هایی از ارتش کانادا برای اولین بار کسانتن را تصرف کردند.
- ۷ مارس — جنگ جهانی دوم: سربازان آمریکایی پلی که بر روی رودخانه راین در رماگن آلمان بود را تصرف کردند و از آن عبور کردند.
- ۱۹ مارس — جنگ جهانی دوم: هیتلر دستور داد که تمام صنایع نظامی، تأسیسات و ماشین آلات، مغازه‌ها، امکانات حمل و نقل و ارتباطات در آلمان نابود شود.
- ۲۴ مارس — جنگ جهانی دوم: عمل اول: دو رسته هوابرد برای تصرف پل در سراسر رودخانه راین به منظور کمک به پیشرفت نیروهای متفقین فرستاده شدند

## آوریل
- ۴ آوریل - جنگ جهانی دوم: نیروهای آمریکایی اردوگاه مرگ اردورف در آلمان را آزاد کردند.
- ۶ آوریل — جنگ جهانی دوم: سارایوو توسط پارتیزان‌های یوگسلاوی از آلمان نازی و دولت مستقل کرواسی پس گرفته شد.
- ۷ آوریل — جنگ جهانی دوم: از دست دادن برخی هواپیماهای از نوع ۲۴ بوئینگ بی-۱۷ فلایینگ فورترس و B-24s نیروی هوایی ایالات متحده.
- ۱۰ آوریل — جنگ جهانی دوم: نیروهای متفقین اردوگاه کار اجباری نازی‌ها که بوخنوالت را آزاد کردند.
- ۱۵ آوریل — آزاد شدن اردوگاه کار اجباری برگن-بلزن توسط نیروهای انگلیسی.
- ۲۲ آوریل — هاینریش هیملر، پیشنهاد تسلیم آلمان به متفقین غربی را داد، اما این پیشنهاد شامل اتحاد جماهیر شوروی نبود.
- ۲۳ آوریل — رسیدن نیروهای روسی به برلین.
- ۲۴ آوریل — عقب‌نشینی نیروهای آلمانی و از بین بردن تمام پل‌های روی آدیجه در ورونا.
- ۲۵ آوریل — جنگ جهانی دوم: روز الب: ایالات متحده و اتحاد جماهیر شوروی در رودخانه البه به یکدیگر ملحق شدند.
- ۲۶ آوریل - نبرد بواتزن (جنگ جهانی دوم): آخرین حملهٔ «موفقیت‌آمیز» آلمان در بواتزن به پایان می‌رسد و شهرستان را پس گرفتند.
- ۲۷ آوریل — متفقین غربی به صراحت هر گونه پیشنهاد تسلیم آلمان را بی‌قید و شرط در تمام جبهه‌ها رد کردند.
- ۲۹ آوریل — آدولف هیتلر با معشوقه دیرین خود اوا براون در یک مراسم خصوصی مدنی در فورربونکر درست در همان روزی که نیروهای آمریکایی داخائو را آزاد کردند ازدواج کرد.
- ۳۰ آوریل — هیتلر و براون با نزدیک شدن ارتش سرخ به برلین خودکشی کردند. در همان روز برخی می‌گویند بیش از ۳۳٬۰۰۰ یهودی از اردوگاه‌های کار اجباری توسط سربازان آمریکایی آزاد شدند.[۲]

## مه
- ۱ مه - جنگ جهانی دوم: رادیو هامبورگ اعلام کرد که هیتلر در جنگ کشته شده، «مبارزه را تا آخرین نفس خود در برابر بلشویسک ادامه دهید.»
- ۱ مه - یوزف گوبلس و همسرش پس از قتل شش فرزندشان، خودکشی کردند. کارل دونیتس در سمت رئیس جهوری قرار گرفت
- ۱ مه - ارتشبد گرت فن روندشتت توسط نیروهای ایالات متحده دستگیر شد.
- ۱ مه - خودکشی دسته جمعی بیش از ۷۰۰ شهروند آلمانی در شهر دمین پس از خروج نیروهای شوروی.
- ۲ مه - جنگ جهانی دوم: اتحاد جماهیر شوروی سقوط برلین اعلام کرد. سربازان شوروی پرچم سرخ به جای رایش افراشتند.
- ۳ مه - جنگ جهانی دوم: کشتی زندان آرکونا، توسط آلمان در خلیج لوبک غرق شد.
- ۳ مه - دانشمند موشکی ورنر فون براون و ۱۲۰ نفر از اعضای تیم او خود را تسلیم نیروهای ایالات متحده کردند. (و پس از آن به شروع برنامه فضایی ایالات متحده کمک کردند).
- ۳ مه - گرهارد کیتل توسط نیروهای فرانسوی در توبینگن، آلمان دستگیر شد.
- ۴ مه - جنگ جهانی دوم: اردوگاه کار اجباری نوینگامه در نزدیکی هامبورگ توسط ارتش بریتانیا آزاد شد.
- ۴ مه - جنگ جهانی دوم: ارتش آلمان شمالی تسلیم برنارد مونتگومری شد.
- ۴ مه - جنگ جهانی دوم: هلند توسط سربازان انگلیسی و کانادایی آزاد شد. نیروهای آلمان رسماً یک روز بعد خود را تسلیم کردند.
- ۵ مه - جنگ جهانی دوم: دانمارک آزاد شد. نیروهای آلمان یک روز بعد رسماً تسلیم شدند.
- ۵ مه - جنگ جهانی دوم: پراگ در برابر نازی‌ها قیام کرد.
- ۵ مه - جنگ جهانی دوم: یگان یازدهم زرهی آمریکا زندانیان اردوگاه کار اجباری ماوتهاوزن و از جملهٔ آن‌ها، سیمون ویزنتال را آزاد کردند.
- ۵ مه - جنگ جهانی دوم: سربازان کانادایی شهر آمستردام را از اشغال نازی‌ها آزاد کردند.
- ۵ مه - جنگ جهانی دوم: کارل دونیتس دستور توقف عملیات تهاجمی و بازگشت تمام قایق‌ها به پایگاه‌های خود را می‌دهد.
- ۷ مه - جنگ جهانی دوم: ژنرال آلفرد یودل شرایط تسلیم بلاشرط در ریمس، فرانسه و پایان دادن به مشارکت آلمان در جنگ را امضا می‌کند. این سند روز بعد اعمال می‌شود.
- ۸ مه - جنگ جهانی دوم: روز پیروزی در اروپا (به انگلیسی: V-E Day) (پیروزی در اروپا، آلمان نازی تسلیم شد) سالروز پایان جنگ جهانی دوم در اروپا، با تسلیم نهایی به روس‌ها در برلین، با حضور نمایندگان قدرت‌های غربی.
- ۹ مه - جنگ جهانی دوم: هرمان گورینگ توسط ارتش ایالات متحده دستگیر شد.
- ۹ مه - جنگ جهانی دوم: ژنرال الکساندر لور، فرمانده گروه E ارتش آلمان نزدیک توپولسیکا، اسلوونی، که دستور تسلیم نیروهای را امضا کرد.
- ۹ مه - جنگ جهانی دوم: اشغال آلمان از جزایر کانال به با آزادسازی توسط نیروهای بریتانیایی پایان می‌رسد.
- ۱۶ مه - جنگ جهانی دوم: اردوگاه آلدرنی، که از اردوگاه‌های فرعی نوینگام بود، آزاد شد.
- ۲۳ مه - کارل دونیتس و لوتس گراف شورین فن کروسیک توسط نیروهای بریتانیا در فلنسبورگ دستگیر شدند.
- ۲۳ مه - هاینریش هیملر در زندان بریتانیا خودکشی کرد.
- ۲۴ مه - فیلد مارشال روبرت ریتر فن گرایم لوفت‌وافه در آخرین روزهای رایش سوم، خودکشی می‌کند.
- ۲۹ مه - کمونیست آلمانی، به رهبری والتر اولبریخت در برلین تشکیل می‌شود.

## ژوئن
- ۵ ژوئن — شورای کنترل متفقین، دولت اداره‌کنندهٔ آلمان را از بین می‌برد و به‌طور رسمی قدرت را در دست می‌گیرد.

## ژوئیه
- ۱ ژوئیه — جنگ جهانی دوم: آلمان بین متفقین تقسیم شد.
- ۱۶ ژوئیه — کشته شدن ۱۰۲ زندانی جنگی در اثر برخورد دو قطار مسافربری در نزدیکی مونیخ.

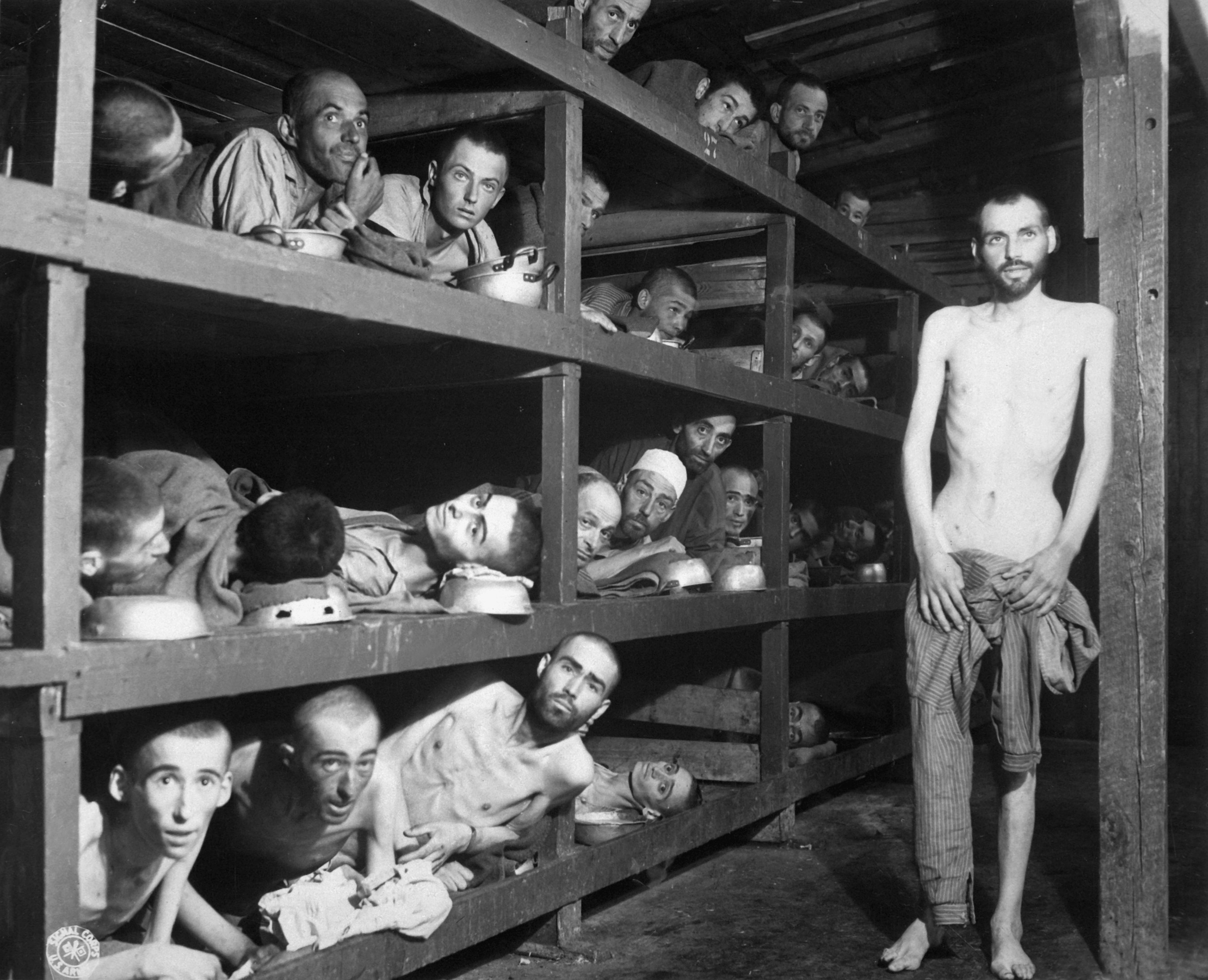
۱۸ اکتبر: پس از بسته شد نبوخن‌والد، دادگاه نورنبرگ آغاز می‌شود.

- ۱۶ نوامبر — جنگ سرد: ورود بحث‌برانگیز ۸۸ دانشمندان آلمانی به ایالات متحده برای کمک به تولید فناوری موشکی.
- ۲۰ نوامبر — آغاز دادگاه نورنبرگ:دادگاه ۲۴ جنایتکار جنگی نازی در جنگ جهانی دوم را در کاخ دادگستری نورنبرگ محاکمه می‌کند.
- ۳۰ دسامبر جنازه هیتلر پیدا و تأیید می‌شود و بررسی‌ها ی برای هدفش از ارتکاب به خودکشی آغاز می‌شود.

## تولدها
- ۲ فوریه — رابرت آتزورن، بازیگر
- ۸ مارس — آنزلم کیفر، نقاش
- ۷ آوریل — ورنر شروتر، کارگردان فیلم (درگذشت ۲۰۱۰)
- 9 May - یوپ هاینکس، بازیکن فوتبال و مربی فوتبال
- ۲۱ مارس — ارنست مسرشمید، فیزیکدان و فضانورد
- ۳۱ مارس — راینر ورنر فاسبیندر، کارگردان فیلم (درگذشت ۱۹۸۲)
- ۹ ژوئن - نایک واگنر، نمایش پرداز آلمانی، مدیر هنری و نویسنده
- ۱۴ ژوئن — یورگ آیمندورف، نقاش (درگذشت ۲۰۰۷)
- ۱۵ ژوئیه — یورگن مولمن، سیاستمدار زن آلمانی (درگذشت ۲۰۰۳)
- ۱۴ اوت — ویم وندرس، کارگردان و تهیه‌کننده
- ۱۱ سپتامبر — فرانتس بکن‌باوئر، فوتبالیست و مربی
- ۳ نوامبر — گرد مولر، فوتبالیست

## درگذشت‌ها

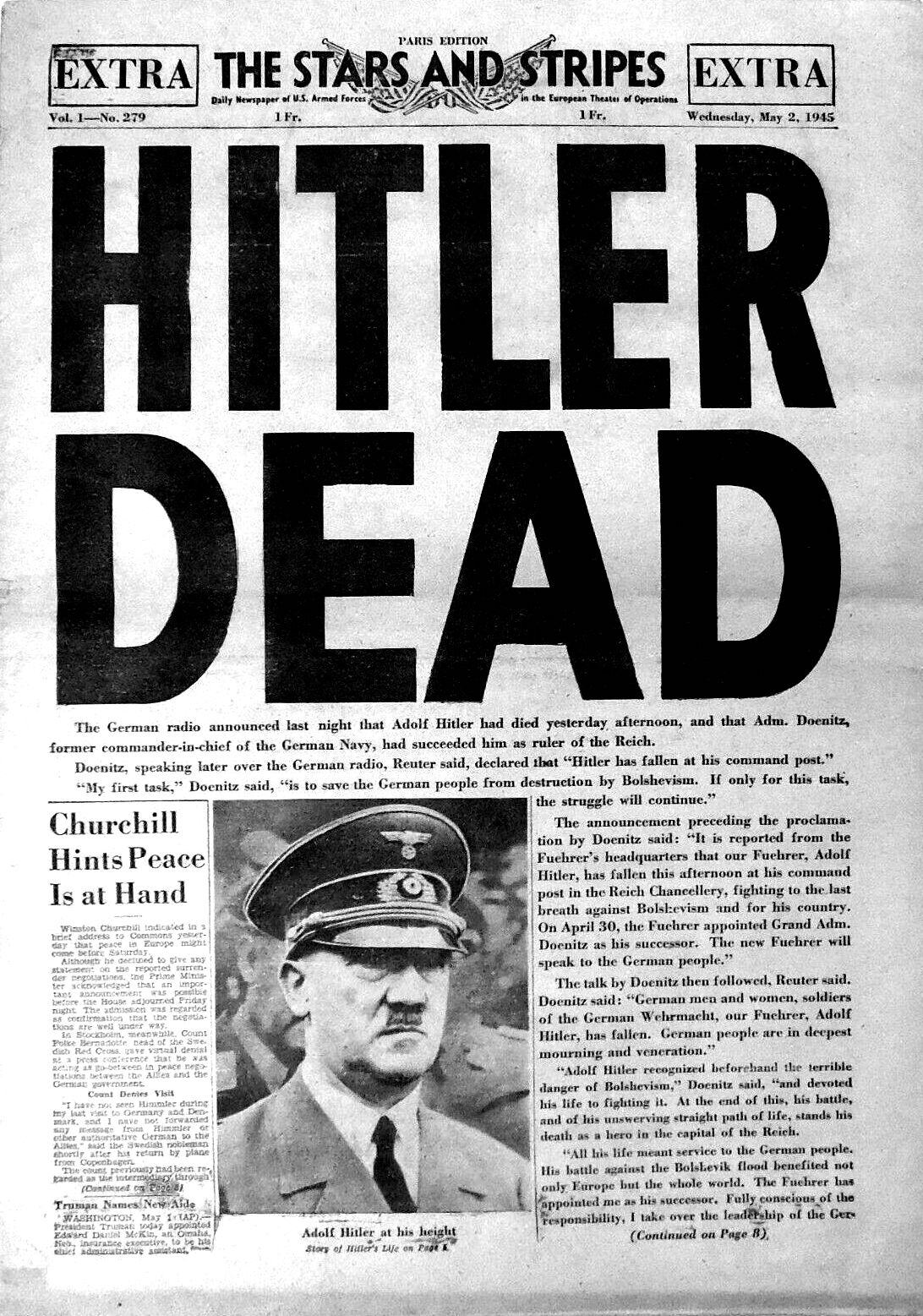
آدولف هیتلر به همراه همسرش اوا براون در ۳۰ آوریل ۱۹۴۵ خودکشی کردند.

- ۷ فوریه - هافدان جانسون، فعال کارگری نروژی (متولد 1891).[۳]
- ۱۵ فوریه - هلموت موخل، رهبر جوانان و سیاستمدار (متولد ۱۹۰۹)
- ۲۱ فوریه - آدولف برند، نویسنده آلمانی (متولد ۱۸۷۴)
- ۳ رولاند فرایسلر، قاضی آلمانی نازی‌ها (متولد ۱۸۹۳)
- فوریه / مارس - مارگوت فرانک (متولد ۱۹۲۶)
- مارس - آنه فرانک، روزنامه‌نگار آلمانی یهودی (تیفوس) (متولد ۱۹۲۹)
- ۱۶ مارس - بوریس فون مونچاسن، شاعر آلمانی (متولد ۱۸۷۴)
- ۱۹ مارس - فریدریش فروم، از مقامات آلمانی نازی (متولد ۱۸۸۸)
- ۳۱ مارس - هانس فیشر، شیمیدان آلمانی، برنده جایزه نوبل (متولد ۱۸۸۱)
- آوریل - اگوست ون پلس، همخانه آلمانی-یهودی آنه فرانک (متولد ۱۹۰۰)
- ۹ آوریل - دیتریش بنهوفر، فیلسوف آلمانی (توسط نازی‌ها به دار آویخته شد) (متولد ۱۹۰۶)
- ۹ آوریل - ویلهلم کاناریس، رئیس آبوهر (به دار آویخته شد توسط نازی‌ها) (متولد ۱۸۸۷)
- ۲۲ آوریل - کته کلویتس، هنرمند آلمانی (متولد ۱۸۶۷)
- ۲۴ آوریل - ارنست-روبرت گراویتس، پزشک آلمانی عضو اس اس و رئیس صلیب سرخ آلمان نازی در خلال جنگ جهانی دوم بود. (متولد ۱۸۹۹)
- ۳۰ آوریل - آدولف هیتلر، متولد اتریش، دیکتاتور آلمان نازی (خودکشی) (متولد ۱۸۸۹)
- ۳۰ آوریل -اوا براون، همسر آلمانی آدولف هیتلر (خودکشی) (متولد ۱۹۱۲)
- ۱ مه - یوزف گوبلس (خودکشی) (متولد ۱۸۹۷)
- ۱ مه - ماگدا گوبلس، همسر یوزف گوبلس (خودکشی) (متولد ۱۹۰۱)
- ۲ مه - مارتین بورمان (خودکشی) (متولد ۱۹۰۰)
- ۵ مه - پیتر ون پلس، معشوقه آلمانی-یهودی آنه فرانک (متولد ۱۹۲۶)
- ۸ مه - ارنست-گونتر باده، ژنرال آلمانی (متولد ۱۸۹۷)
- ۸ مه - ویلهلم ردیس رهبر نیروهای اس‌اس و پلیس در نروژ تحت اشغال آلمان بود (خودکشی) (متولد ۱۹۰۰)
- ۸ مه - یوزف تربوفن، یک سیاستمدار آلمانی و از سال ۱۹۲۸ تا سال ۱۹۴۰ گولایتر اسن بود. (خودکشی) (متولد ۱۸۹۸)
- ۸ مه - برنارد راست، وزیر آموزش و پرورش آلمان نازی (خودکشی) (متولد ۱۸۸۳)
- ۱۹ مه - فیلیپ بوهلر، رهبر آلمان نازی (خودکشی) (متولد ۱۸۹۹)
- ۲۰ مه - اتو فون فیلدمن، از افسران ارتش (متولد ۱۸۷۳)
- ۲۳ مه - هاینریش هیملر، از فرمانده هان اس اس (خودکشی) (متولد ۱۹۰۰)
- ۲۰ سپتامبر - ادوارد ویرتس، رئیس پزشکان اس‌اس در اردوگاه آشویتس (خودکشی) (متولد ۱۹۰۹)
- ۲۴ سپتامبر - هانس گایگر، فیزیکدان آلمانی (متولد ۱۸۸۲)
- ۹ اکتبر - گوتلیب هرینگ، فرمانده اردوگاه مرگ بلزک بود. (متولد ۱۸۸۷)
- ۲۵ اکتبر - روبرت لای، سیاستمدار آلمان نازی (خودکشی) (متولد ۱۸۹۰)
- ۸ نوامبر- آگوست فون ماخنس، فیلد مارشال آلمانی (متولد ۱۸۴۹)